# Erannis marginaria
Erannis marginaria là một loài bướm đêm trong họ Geometridae.